# Vitudurum
Vitudurum était une agglomération gallo-romaine située en territoire helvète à l'emplacement actuel de la ville de Winterthour dans le canton de Zurich en Suisse.

## Histoire
Durant le Ier siècle de notre ère, la route entre Vindonissa (Windisch dans le canton d'Argovie) et le lac de Constance se développe comme l'attestent diverses campagnes de fouilles entreprises dès 1841, mais intensifiées surtout à partir des années 1950 au nord-est de Winterthur. Les fouilles menées de 1977 à 1983 sur une surface de 4 500 m2 et la conservation par un milieu humide de nombreux éléments périssables ont permis de reconstituer par dendrochronologie un historique sur douze niveaux d'occupation.
Les premières constructions en bois de Vitudurum ont été datées par dendrochronologie de l'an 4 av. J.-C. à l'an 7 apr. J.-C. Un habitat est implanté sur un emplacement vierge d'occupation antérieure, s'étendant sur au moins 500 mètres de long d'est en ouest avec des amorces de voies perpendiculaires, selon un plan de 16 parcelles allongées (15 m de long pour 4,5 m ou 9 m de largeur le long de la rue), qui ne varie guère au cours des deux siècles suivants malgré de nombreux incendies. Il semble qu'une insula de 50 m de côté entourée de portiques soit bâtie au nord, ce qui paraît exceptionnel dans cette agglomération de faible importance.
Puis un village-rue se développe au cours du Ier siècle. D'autres bâtiments suivent, s'étendant pour former un vicus avec des artisans (potiers, forgerons, tanneurs), des commerces ainsi qu'un système pour l'approvisionnement en eau.
Vers l'an 80 apr. J.-C., un fanum est érigé dans la zone de Kirchhügel. Au sud-est, le temple est associé à d'autres bâtiments pour former un lieu sacré, le téménos. Trois autres constructions se trouvaient sur le côté est du téménos, dont un bâtiment qui était vraisemblablement public. Le système hydraulique destiné à approvisionner des thermes se situait non loin de là.
Les vagues d'attaques menées par les Alamans durant le IIIe siècle touchent probablement Vitudurum. Le site est transformé en castrum à la fin du IIIe siècle, il est constitué de l'ancien habitat (colline de l'église), entouré d'un mur d'enceinte. Cette fortification est attestée en l'an 294 apr. J.-C. par une inscription au nom des empereurs Dioclétien, Maximien Hercule, Constance Chlore et Galère, elle signale à cette date l'édification de murailles à Vitudurum.
Vitudurum est abandonnée durant le Ve siècle à la suite du déclin de l'Empire romain.